# Tsanars
Tsanars és el nom d'un país de la Geòrgia antiga, poblat per tribus independents o semi independents, anomenades en conjunt tsanars.
Cap al 745, va quedar sotmès als àrabs el país dels tsanars. Aquest grup tribal d'origen georgià, però de fet independent i només nominalment aliat a Kartli, habitava a les muntanes, més enllà de les valls del Thergui, Aragvi i Iori. El cap de tribu electe n'era el Khevisbéri i hi tenia el poder religiós i polític. El cap que governava sobre la unió de les tribus va esdevenir el Khorépiscopa (equivalent a príncep-bisbe) i a mitjan segle viii governava sobre les regions de Kakhètia, Kukhètia, Gardabània i territoris veïns, cada un sota en Khevisbéri local. El primer Khorépiscopa va ser Grigol (787-827), que es va fer independent. A la seva mort, els khevisbéri de Gardabània van assolir el poder; però el país va prendre el nom de Kakhètia, perquè n'era el districte més gran.
Vegeu: Kakhètia